# لفتفیلد
لفتفیلد (به انگلیسی: Leftfield) یک گروه موسیقی دونفرهٔ بریتانیایی است که در سبک الکترونیکا فعّالیّت می‌کند. پل دلی و نیل برنس در سال ۱۹۹۰ این گروه را تشکیل دادند.